# The Best of Lady Pank
The Best of Lady Pank – kompilacyjny album zespołu Lady Pank, wydany po raz pierwszy w 1990 roku. Płyta ta ukazała się kilkakrotnie w różnych reedycjach zawierając dodatkowy materiał w postaci bonusów.
Pierwsze wydanie zawierało 16 utworów, późniejsze wydania zostały wzbogacone o 3 kolejne kompozycje jako bonusy. Kompilacja pod tym samym tytułem i taką samą okładką ukazała się również na kasetach magnetofonowych (wyd. Polton PC-128), które zawierają jednak nieco odmienny materiał w porównaniu z płytą CD. Zawiera ona wydany po raz pierwszy utwór „Bez satysfakcji” z wokalem Jana Borysewicza, który powstał w 1981 roku w czasie, gdy grał on w Budce Suflera a zespół Lady Pank jeszcze nie istniał; „Vademecum skauta” (pierwsza wersja) dostępna wcześniej tylko na winylowej składance Na luzie z 1983 roku oraz Super bonus do wydania z roku 1999 „Byś imię miał”, który swoją premierę miał w 1997 roku na składance Być wolnym. Kompozytorem wszystkich utworów jest Jan Borysewicz a teksty napisali Andrzej Mogielnicki (1-16), Jacek Skubikowski (17), Bogdan Olewicz (18) i Janusz Panasewicz (19).

## Lista utworów
1. „Mniej niż zero” (muz. J. Borysewicz; sł. A. Mogielnicki) – 3:59
2. „Zamki na piasku” (muz. J. Borysewicz; sł. A. Mogielnicki) – 4:26
3. „Kryzysowa narzeczona” (muz. J. Borysewicz; sł. A. Mogielnicki) – 4:00
4. „Sztuka latania” (muz. J. Borysewicz; sł. A. Mogielnicki) – 5:27
5. „Fabryka małp” (muz. J. Borysewicz; sł. A. Mogielnicki) – 3:41
6. „Oh, Luczija!” (muz. J. Borysewicz; sł. A. Mogielnicki) – 3:27
7. „Rysunkowa postać” (muz. J. Borysewicz; sł. A. Mogielnicki) – 3:43
8. „Bez satysfakcji” (muz. J. Borysewicz; sł. A. Mogielnicki) – 3:59
9. „Tańcz głupia tańcz” (muz. J. Borysewicz; sł. A. Mogielnicki) – 4:40
10. „Vademecum skauta” (muz. J. Borysewicz; sł. A. Mogielnicki) – 4:06
11. „Mała Lady Punk” (muz. J. Borysewicz; sł. A. Mogielnicki) – 3:23
12. „Minus 10 w Rio” (muz. J. Borysewicz; sł. A. Mogielnicki) – 4:52
13. „A to ohyda” (muz. J. Borysewicz; sł. A. Mogielnicki) – 3:46
14. „Moje Kilimandżaro” (muz. J. Borysewicz; sł. A. Mogielnicki) – 4:21
15. „Zabij to” (muz. J. Borysewicz; sł. A. Mogielnicki) – 3:25
16. „Wciąż bardziej obcy” (muz. J.Borysewicz; sł. A. Mogielnicki) – 5:23

bonusy
1. „Zawsze tam, gdzie ty” (muz. J. Borysewicz; sł. J. Skubikowski) – 4:17
2. „Na co komu dziś” (muz. J.Borysewicz; sł. B. Olewicz) – 4:00
3. „Byś imię miał” (muz. J. Borysewicz; sł. J. Panasewicz) – 4:54